# D.Gray-man
D.Gray-man (ディー・グレイマン?, Dī Gurei-man) è un manga creato dalla mangaka Katsura Hoshino, da cui in seguito è stata tratta una serie televisiva anime dal titolo omonimo, prodotto da TMS Entertainment.
Il manga cominciò la sua pubblicazione sul settimanale Weekly Shōnen Jump nell'uscita 27 del 2004 per poi essere spostato sul mensile Jump Square dal novembre 2009 al dicembre 2012, ed infine su Jump SQ.Crown dal giugno 2015 in poi. Da aprile 2018 la serie riprende con regolarità la serializzazione, all'interno della nuova rivista Jump SQ. Rise, con l'uscita trimestrale dei capitoli. Ad oggi sono stati pubblicati 29 volumi.
La versione italiana è a cura della Panini Comics sotto l'etichetta Planet Manga, mentre l'anime è inedito.

## Trama

Allen Walker nell'anime

In una misteriosa Europa ottocentesca vagano sulla Terra dei misteriosi esseri, nati dalla disperazione e dalle tenebre del cuore umano: gli Akuma, mostri che spargono morte e distruzione. Proprio per far fronte a questa piaga venne creata una congrega di speciali guerrieri, gli Esorcisti, di cui fa parte Allen Walker, il protagonista di questa narrazione dai toni gotici. Ragazzo innocente ma allo stesso tempo maledetto dal padre quando era piccolo, si ritroverà a poter “sfruttare” la propria maledizione nel suo lavoro di esorcista. Ancor prima di entrare a far parte a tutti gli effetti dell'Ordine Oscuro (nome della congrega degli Esorcisti, fondata dal Vaticano per contrastare il Conte del Millennio e gli Akuma), Allen aveva già ben chiari i suoi obiettivi: distruggere tutti gli Akuma e sconfiggere il Costruttore, o Conte del Millennio, cioè colui che, approfittando della tristezza nel cuore umano, corrompe gli uomini con la falsa speranza di resuscitare i cari defunti e crea invece gli Akuma dalle anime dei morti richiamati dall'aldilà. Allen è stato allievo del generale Marian Cross, anch'egli esorcista appartenente all'Ordine Oscuro. Dopo tre anni di “tirocinio”, Cross decide di mandarlo al quartier generale per permettergli di fregiarsi della qualifica piena di Esorcista. Trovare il Castello dell'Ordine però non è facile, perciò gli affida un golem di nome Timcanpy, che lo aiuterà a raggiungere la meta. Una volta arrivato al quartier generale, Allen scopre qual è il vero scopo degli esorcisti: ritrovare tutti i pezzi dell'Innocence, un oggetto dai formidabili poteri che contrasta la Dark Matter usata dal Conte del Millennio per creare gli akuma.
Allen, dopo avere partecipato ad una missione in Cina, perde il braccio sinistro di Innocence per colpa di Tiky Mikk (Noah del piacere). Viene salvato dal sistema di sicurezza dell'ordine Sede asiatica dove, in seguito ad alcuni test, riesce a recuperare la sua Innocence. Intanto Lenalee e Lavi sono trasportati dalla flotta di Anita a Edo (Tokyo), dove è presumibile che sia nascosta l'arca e l'uovo di Akuma. Durante il viaggio Lenalee perde la sensibilità alle gambe per uno scontro con un akuma di livello 3 e dovranno scontrarsi con questi ultimi fino ad arrivare a Edo centrale, dove Tiky e altri akuma sfidano gli esorcisti. Intanto i tentativi di far ritornare l'Innocence di Allen al suo posto sono inutili. Durante l'attacco di un livello 2 alla sede asiatica Allen capisce di aver perso il suo vero scopo iniziale, quello per cui aveva iniziato a lavorare come esorcista: la salvezza degli akuma! Allen si precipita in soccorso dei suoi nuovi amici della sede asiatica e risveglia la propria Innocence, che cambia radicalmente diventando un mantello bianco con una maschera d'argento. Questa Innocence è denominata Crown Clown. Ristabilitosi, Allen parte con un pezzo dell'arca portata dall'akuma per Edo, dove salverà Lenalee dalle grinfie del Conte del Millennio, che pensa sia di Lenalee il cuore dell'Innocence. Allen, arrivato a Edo, combatte contro il Conte, ma quest'ultimo si ritira. Gli esorcisti si riposano sotto un ponte nelle vicinanze della città e, mentre tutto sembra finito, Lenalee viene trasportata nell'arca, ma vengono anche trasportati Allen, Kanda, Lavi e Alister e un certo Chaoji che diventerà un esorcista. Nell'arca Kanda affronta Skin Borick (Noah della furia di Dio) e vince, ma viene downloadato insieme alla sua stanza. Il secondo a scomparire è Alister, dopo avere combattuto con due Noah che poi diventano uno. Quindi tocca ad Allen e a Lavi combattere contro Road e Tiky vincendo. Allen, dopo avere rincontrato il suo maestro, viene a conoscenza di essere erede del quattordicesimo noah (Neah), ovvero l'unico noah a saper pilotare l'arca. Il download viene fermato e tutti ritornano a casa.
Le cose sembrano andare per il verso giusto quando dai piani alti arrivano Levlee e Howard Link (molto probabilmente suo assistente). Il primo dubita della fedeltà di Walker nei confronti dell'ordine e perciò lo fa tenere d'occhio. Intanto Lulubell (Noah della forma) si infiltra nell'Ordine Oscuro per recuperare l'uovo. La sezione scientifica viene attaccata e solo Allen può sconfiggere la moltitudine di akuma portati da Lulubell. Lenalee, Lavi e Kanda per il momento sono privi della loro innocence. Allen sembra cavarsela grazie alla Crown Belt ma poi i nemici diventano troppi e quindi sguaina la sua Krown Klown al punto critico (evolutasi nello scontro con Tiky) che è una spada identica a quella del conte che può trafiggere solo ciò che è malvagio e quindi riesce a cavarsela. I guai arrivano quando appare un nuovo livello sulla tabella evolutiva degli akuma ovvero il livello 4. Dà molte difficoltà ad Allen, ma grazie all'intervento di Lenalee riesce a cavarsela e a uccidere il 4º livello. I nuovi dark boots di Lenalee vengono denominati secondo la tipologia di innocence di tipo cristallo ovvero un mezzo tra parassita ed equipaggiamento.
Negli ultimi capitoli usciti, Allen, in fuga dall'Ordine, perde il controllo del suo corpo in favore del 14-esimo, che incontra il Conte facendolo precipitare nei ricordi e nella disperazione. Intervengono i Noah a salvare il Conte, finché Allen, dopo un viaggio nei ricordi di Mana, richiamato dalla voce di Johnny Gill, torna alla realtà, ma questi due vengono catturati (in realtà salvati) da Kanda e dal generale Tiedoll, detentore dell'abilità Maker of Eden, che gli permette di creare anche esseri viventi come piante avvolgenti e carrozze con cavalli. In tutto questo: Timcanpy, il golem costruito dal generale Marian Cross con l'amuleto "Legno di Cornelia" e migliore amico di Allen, è stato distrutto dal 14-esimo; Apocryphos, Innocence che ha preso forma e volontà umane e che ha ucciso Cross con un colpo in testa, è stato catturato dai Noah; l'ispettore Lvellie ha inviato Link ad allearsi col 14-esimo. Durante la fuga con Tiedoll, Kanda segue Allen che si teletrasporta con l'Arca.

## Personaggi
La maggior parte dei personaggi sono Esorcisti, ma altri appartengono alla Famiglia Noah, come Road Kamelot, Tyki Mikk, Lulubel e Jusdebi. Ma alcuni non appartengono né all'uno né all'altro gruppo, come Komui Lee e Malcom C. Leverrier.
- Allen Walker (アレン・ウォーカー?, Aren Wōkā) è un Esorcista di origini inglesi e protagonista della serie. Allen venne abbandonato dai suoi genitori biologici, si suppone a causa della “deformità” del suo braccio sinistro, e adottato da Mana. Tuttavia Mana ad un certo punto muore e Allen rimane da solo. A questo punto ad Allen si presenta il Conte del Millennio che gli offre il suo aiuto per far ritornare in vita Mana. Ma quest'ultimo, una volta tornato in vita, anziché ringraziare il ragazzo, lo maledice donandogli la capacità di riconoscere gli Akuma e risvegliando l'Innocence sopita all'interno della mano sinistra. Da quel giorno Allen comincia una nuova vita. Egli, infatti, sotto la guida del suo maestro Marian Cross diventa un Esorcista. Nella versione originale è doppiato da Sanae Kobayashi e da Ayumu Murase in D.Gray-Man Hallow.
- Lenalee Lee (リナリー・リー?, Rinarī Rī) è una giovane Esorcista di 16 anni proveniente dalla Cina. I suoi genitori vennero uccisi da un Akuma quando lei era ancora piccola. Come lei stessa spiega i suoi amici a volte sono più importanti della salvezza del mondo. Nella versione originale è doppiata da Shizuka Itō e da Ai Kakuma in D.Gray-Man Hallow.
- Yuu Kanda (神田 ユウ?, Kanda Yū) è un Esorcista di 18 anni proveniente dal Giappone. Kanda è il primo Esorcista che Allen incontra nel Quartier Generale dell'Ordine Oscuro. Subito si dimostra molto ostile nei confronti di Allen. La sua Innocence è una katana chiamata Mugen (Sei Illusioni) e una capacità di rigenerarsi dai colpi subiti, apprese questo fattore quando da bambino gli vennero impiantate cellule dall'uovo degli Akuma. Sembra non legare con nessuno, ad eccezione di Lavi. Nella versione originale è doppiato da Takahiro Sakurai e da Takuya Satō in D.Gray-Man Hallow.
- Lavi (ラビ?, Rabi) esorcista di 18 anni gioviale, scherzoso e un po' sbadato, ma è diventato diffidente e sospettoso di chiunque. Egli è l'erede del vecchio che si fa chiamare “Bookman”; effettivamente il nome 'Lavi' è solo temporaneo e l'ultimo da lui adottato per la missione (la 49° sul totale) intrapresa dai Bookmen, per la quale assumono anche il ruolo di Esorcisti, mentre per la precedente (la 48°) il suo nome era Dick. Lavi combatte utilizzando la sua Innocence, ovvero un martello che lui riesce ad ingrandire a dismisura e poi a muovere con scioltezza. Nella versione originale è doppiato da Kenichi Suzumura e da Natsuki Hanae in D.Gray-Man Hallow.

## Media

### Manga
Scritto e disegnato da Katsura Hoshino, i capitoli di D.Gray-man sono serializzati su Weekly Shōnen Jump a partire dal 31 maggio 2004. I tankōbon pubblicati dalla Shūeisha, sotto l'etichetta Jump Comics, sono 28, il primo dei quali uscì il 9 ottobre del 2004.
In patria, la serie si è arrestata varie volte a causa di una malattia dell'autrice. L'ultima maggiore interruzione si ha avuta tra l'agosto ed il settembre del 2007, durante il quale la serie venne interrotta per quattro uscite, un intero mese. Successivamente, anche nel corso del 2008, la serie ha subito altri cambiamenti e pause settimanali, diminuendo anche il totale delle pagine pubblicate settimanalmente, passando da un totale di 18 ad uno di 15.
Questi cambiamenti suscitarono lo scontento da parte dei fan giapponesi della serie, che portarono la serie quasi alla sua interruzione, prima di una notevole ripresa, non priva comunque di varie pause settimanali.

#### Edizione italiana
L'editore italiano con una nota nel volume 6, ha reso note le differenze fra i nomi dei personaggi della versione italiana e quelli che l'autore reputa corretti per le traduzioni utilizzanti alfabeto latino. Queste differenze non sono interamente frutto di errori di interpretazione da parte della traduttrice, infatti l'autore pur indicando la traslitterazione di Areisutā Kurourī (アレイスター・クロウリー?) come Arystar Krory, la traduttrice considera più appropriata la propria traslitterazione in Aleister Crowley che, a suo avviso, serve a rendere più immediata la citazione all'omonimo esoterista realmente vissuto. La traduzione dei testi è curata da Simona Stanzani.

### Anime
Il 3 ottobre 2006 è iniziato un adattamento anime di D.Gray-man, diretto da Nabeshima Osamu. Ad oggi sono andati in onda 103 episodi tratti dalla serie. L'anime è terminato, benché la storia non si possa dire conclusa. I diritti home video dell'anime per l'Italia sono stati acquistati dalla Panini Video tramite una sua affiliata inglese, The Licensing Machine, ma non è stato pubblicato. Nel mese di dicembre, inoltre, è stato annunciato al Jump festa una seconda serie animata che riprenderà le vicende dopo la fine della prima serie.
Una nuova serie anime intitolata D.Gray-Man Hallow iniziò il 4 luglio 2016, continuando dal punto in cui l'anime originale si era interrotto. È disponibile alla data dell'8 settembre 2024 su Crunchyroll dall'episodio S5 E104 fino all'episodio S5 E116 con audio giapponese e inglese, inoltre sono disponibili i sottotitoli in inglese.

### Colonna sonora
Tutte le musiche dell'anime di D.Gray-man sono state composte da Kaoru Wada, e due soundtrack CD sono state registrate e messe in vendita in Giappone dalla Sony Music Entertainment. Il primo, D.Gray-man Original Soundtrack 1 è uscito il 21 marzo 2007, contenente 34 tracce assieme alle varie opening ed ending dell'anime.
Il secondo soundtrack contiene invece 31 tracce, D.Gray-man Original Soundtrack 2, ed è uscito il 19 dicembre 2007.
Il 17 dicembre 2008 è stato pubblicato il disco D.Gray-man Original Soundtrack 3, che contiene 33 tracce inclusa Tsunai da te nei Kisu wo, canzone suonata dal protagonista nel volume 14.

#### Sigle
Sono le sigle di apertura e chiusura che si trovano rispettivamente prima e dopo l'episodio; nella trasmissione giapponese di D.Gray-man abbiamo quindi: "Sigla di apertura" - "Episodio" - "Sigla di chiusura"
In totale abbiamo 4 opening e 8 ending + 2 special ending.
| Serie          | Sigle iniziali                                                          | Sigle finali |
| -------------- | ----------------------------------------------------------------------- | --- |
| Puntate 01-25  | "Innocent Sorrow" ["Il dolore dell'innocente"] dei Abingdon Boys School | 01-13 "Snow Kiss" ["Bacio di neve"] di Nirgilis 14-25 "Pride of Tomorrow" ["Orgoglio di domani"] dei June                   |
| Puntate 26-51  | "Brightdown" dei Tamaki Nami                                            | 26-38 "Yume no Tsuduki he" da surface 39-50 "Antoinette Blue" dei Nana Kitade 51 "Antoinette Blue(Special)" dei Nana Kitade |
| Puntate 52-76  | "Doubt & Trust" dei Access                                              | 52-64 "Anata ga Koko ni Iru Riyuu" di Rie fu 65-76 "Wish" ["Desiderio"] dei Sowelu                                          |
| Puntate 77-103 | "Gekidou" dei UVERworld                                                 | 77-89 "regret" ["rammarico"] dai Mai Hoshimura 90-102 "Changin" dai Stephanie 103 "Changin(Special)" dai Stephanie          |

### Film
Il regista Tim Burton, durante un'intervista, ha detto di essersi tanto interessato al manga che forse ne ricaverà un film.

### Videogiochi
In Giappone è uscito un videogioco per Nintendo DS il 29 marzo 2007. Il gioco è intitolato D.Gray-man: Kami no Shitotachi (Prescelto da Dio). Nel gioco il giocatore interagisce con i personaggi della serie e distrugge gli Akuma utilizzando il touch screen e lo stilo.

L'11 settembre 2008, è uscito in Giappone il secondo videogioco per PlayStation 2, D.Gray-man: Sosha no Shikaku (Qualifica di Suonatore). È un GdR vecchio stampo, nel quale si interpretano vari esorcisti contemporaneamente per attaccare i nemici.
D.Gray-man appare anche nel videogioco Jump Super Stars e nel seguito Jump Ultimate Stars.

## Accoglienza
Sia il manga che l'anime hanno riscosso una grande accoglienza sia nazionale che internazionale, ispirando videogiochi, action figures, cosplay e giochi di carte collezionabili. Le vendite dei primi 25 volumi si attestano sui 23 500 000 di copie. Il volume 26, nell'anno solare di uscita, raggiunge quota 336,841 copie. Come pubblicizzato sull'annuncio del volume 27, la serie ha raggiunto 25 milioni di copie in circolazione. Nel 2025 raggiunge quota 27 milioni di copie in circolazione col volume 29.
Nel sondaggio Manga Sōsenkyo 2021 indetto da TV Asahi, 150 000 persone hanno votato la loro top 100 delle serie manga e D.Gray-man si è classificata al 95 posto.